# Ostrovica (Tutin)
Pour les articles homonymes, voir Ostrovica.
Ostrovica (en serbe cyrillique : Островица) est un village de Serbie situé dans la municipalité de Tutin, district de Raška. Au recensement de 2011, il comptait 36 habitants.

## Démographie
| 1948 | 1953 | 1961 | 1971 | 1981 | 1991 | 2002 | 2011 |
| ---- | ---- | ---- | ---- | ---- | ---- | ---- | ---- |
| 218  | 241  | 246  | 215  | 144  | 87   | 40   | 36   |

|  |